# Xiakou (köpinghuvudort i Kina, Zhejiang Sheng, lat 29,14, long 118,99)
Xiakou (kinesiska: 峡口, 峡川镇, 峡川) är en köpinghuvudort i Kina. Den ligger i provinsen Zhejiang, i den östra delen av landet, omkring 170 kilometer sydväst om provinshuvudstaden Hangzhou. Antalet invånare är 10 436. Befolkningen består av 5 102 kvinnor och 5 334 män. Barn under 15 år utgör 16,0 %, vuxna 15-64 år 66 %, och äldre över 65 år 16,0 %.
Runt Xiakou är det ganska tätbefolkat, med 185 invånare per kvadratkilometer. Närmaste större samhälle är Gaojia, 16,1 km söder om Xiakou. Trakten runt Xiakou består till största delen av jordbruksmark.
Genomsnittlig årsnederbörd är 2 198 millimeter. Den regnigaste månaden är juni, med i genomsnitt 453 mm nederbörd, och den torraste är oktober, med 69 mm nederbörd.